# 제8회 전국동시지방선거 대전광역시
이 문서는 제8회 전국동시지방선거 대전광역시 지역 투·개표 결과이다.

## 개표 결과

### 대전광역시장
|  | 51.19% |

|  | 48.80% |

### 기초자치단체장

#### 동구청장
|  | 51.59% |

|  | 48.40% |

#### 중구청장
|  | 56.74% |

|  | 43.25% |

#### 서구청장
|  | 53.25% |

|  | 46.74% |

#### 유성구청장
|  | 51.16% |

|  | 48.83% |

#### 대덕구청장
|  | 53.36% |

|  | 46.63% |

### 대전광역시교육감
|  | 41.50% |

|  | 30.05% |

|  | 17.36% |

|  | 11.07% |

## 같이 보기
- 제8회 전국동시지방선거